# Torin Thatcher
Torin Thatcher (15 de janeiro de 1905 - 4 de março de 1981) foi um ator inglês nascido em Bombaim, Índia britânica, filho de pais ingleses. Ele era uma imponente figura, poderosamente construído e conhecido por seus retratos chamativos de vilões.
Ele foi educado na Grã-Bretanha em Bedford School e na Royal Academy of Dramatic Art. Ele trabalhou como professor antes de sua primeira aparição nos palcos de Londres em 1927 e, em seguida, entrar em filmes britânicos em 1934. Ele apareceu em 1937 na produção teatral na Old Vic de Hamlet, em que Laurence Olivier fez sua primeira aparição no papel-título, ao lado de Vivien Leigh como Ophelia. Durante a Segunda Guerra Mundial, ele atuou com a Royal Artillery e foi desmobilizado com o posto de tenente-coronel.

## Carreira
Thatcher apareceu em filmes britânicos clássicos do final dos anos 1930 e 1940, incluindo Major Barbara (1941) e Grandes Esperanças (1946), no qual ele interpretou Bentley Drummle. Ele se mudou para Hollywood em 1950. Ele estava constantemente na demanda, invariavelmente, emprestando sua figura ameaçadora e semblante maligno aos papéis sinistros ou popa em thrillers populares como The Crimson Pirate (1952), Blackbeard the Pirate (1952), The Robe (1953) (como o pai desaprovando Marcellus), The Black Shield of Falworth (1954), Helena de Tróia (1956), Aqui Só Cabem os Bravos (1958) e The 7th Voyage of Sinbad (1958). No filme The Miracle (1959), ele interpretou o Duque de Wellington. Ele também apareceu com Marlon Brando e Trevor Howard na refilmagem de Mutiny on the Bounty de 1962.
Ele voltou ao palco com bastante freqüência, especialmente na Broadway, em produções conceituados como Edward, My Son (1948), That Lady (1949) e Billy Budd (1951). Em 1959, ele interpretou o Capitão Keller na premiada peça The Miracle Worker com Anne Bancroft e Patty Duke. Todas estas peças foram filmadas, mas Thatcher não aparece nas versões cinematográficas.
Também um elemento constante na televisão, ele apareceu em filmes feitos para a TV como adaptações de Archibald Joseph Cronin Beyond This Place (1957) e The Citadel (1960), Bonanza (1961), e Brenda Starr (1976). Ele também interpretou o papel-título em uma versão da Philco Television Playhouse de Otelo e atuou em uma produção da CBS de Beyond This Place (1957). Ele apareceu em programas como The Real McCoys, Thriller, Gunsmoke, Perry Mason, Viagem ao Fundo do Mar, Daniel Boone e Missão:Impossível. Ele foi escalado como um astuto comerciante do espaço em um episódio de Lost in Space. Thatcher, se não fosse por sua distinta carreira, tornar-se-ia reconhecido por várias gerações de fãs de Star Trek: The Original Series de sua atuação como Marplon, secretamente um membro da resistência no episódio "O Retorno do Arcontes".
Faleceu vítima do câncer em Thousand Oaks, na Califórnia.